# يوبر أسبريا
يوبر ألبيرتو أسبريا فييرا (بالإسبانية: Yuber Alberto Asprilla Viera) المعروف باسم يوبر أسبريا (مواليد 12 نوفمبر 1992 في كيبدو، كولومبيا) لاعب كرة قدم كولومبي يجيد اللعب في مركز الجناح الأيمن وبدرجة أقل الجناح الأيسر والمهاجم. يلعب حاليا لصالح النجمة في الدوري البحريني الممتاز منذ 2022.